# Back from the Dead
Back from the Dead es el quinto álbum de la banda de hard rock Halestorm. Fue lanzado el 6 de mayo de 2022 a través de Atlantic Records.

## Antecedentes y grabación
Halestorm comenzó a trabajar en su quinto álbum de estudio un poco antes del comienzo de la Pandemia de COVID-19 en 2020. Durante el período de confinamiento, la banda se vio obligada a suspender su programa habitual de giras frecuentes mientras buscaba formas de apoyar financieramente a su personal y equipo. La banda comenzó a trabajar formalmente en el álbum a principios de 2021. Muchas de las letras del álbum están inspiradas en las experiencias de autodescubrimiento de la cantante y guitarrista Lzzy Hale como músico desconectado de los fanáticos y compañeros de banda durante la pandemia. La salud mental es un tema común en las letras del álbum. Según Hale, "Este álbum es la historia de cómo me salí de ese abismo. Es un viaje de navegación por la salud mental, el libertinaje, la supervivencia, la redención, el redescubrimiento y aún mantener la fe en la humanidad".

## Lista de canciones
Todas las canciones escritas y compuestas por Lzzy Hale y Scott Stevens, excepto la pista 6 por Lzzy Hale, Zac Malloy y Scott Stevens; y la pista 8 de Lzzy Hale, Joe Hottinger y Josh Smith.. 
| N.º | Título               | Duración |  |
| 1.  | «Back from the Dead» | 3:30     |  |
| 2.  | «Wicked Ways»        | 3:27     |  |
| 3.  | «Strange Girl»       | 3:42     |  |
| 4.  | «Brightside»         | 3:27     |  |
| 5.  | «The Steeple»        | 3:27     |  |
| 6.  | «Terrible Things»    | 3:36     |  |
| 7.  | «My Redemption»      | 3:33     |  |
| 8.  | «Bombshell»          | 3:07     |  |
| 9.  | «I Come First»       | 3:13     |  |
| 10. | «Psycho Crazy»       | 3:25     |  |
| 11. | «Raise Your Horns»   | 3:19     |  |

## Posicionamiento en lista
| Lista (2022)                         | Posiciones |
| ------------------------------------ | ---------- |
| Alemania (Offizielle Top 100)        | 13         |
| Bélgica (Ultratop flamenca)          | 58         |
| Bélgica (Ultratop valona)            | 166        |
| Escocia (Scottish Albums Chart)      | 6          |
| New Zealand Albums (RMNZ)            | 29         |
| Suiza (Schweizer Hitparade)          | 12         |
| Reino Unido (UK Albums Chart)        | 9          |
| Reino Unido (UK Rock & Metal Albums) | 1          |

## Alineación
- Lzzy Hale - Voz principal, guitarra rítmica, teclado, piano
- Arejay Hale - batería, percusión, coros
- Joe Hottinger - Guitarra principal, coros
- Josh Smith - Bajo eléctrico